# Vanessa Scalera
Vanessa Scalera (Mesagne, 5 aprile 1977) è un'attrice italiana.

## Biografia
Nata a Mesagne, è figlia di due infermieri. Dopo aver trascorso la sua infanzia a Latiano in provincia di Brindisi, nel 1996 si trasferisce a Roma, dove frequenta e si diploma presso la scuola di teatro La Scaletta, diretta da Antonio Pierfederici. Tra le prime interpretazioni teatrali: Il collezionista con Giancarlo Zanetti e Laura Lattuada (1999), L'amico di tutti con Johnny Dorelli (2000), La coscienza di Zeno con Massimo Dapporto (2003).
Agli inizi degli anni 2000 esordisce al cinema nel film Mari del sud di Marcello Cesena del 2001 e successivamente nella miniserie televisiva Padri e figli, sotto la regia di Gianfranco Albano e Gianni Zanasi, del 2005.
Per il cinema è diretta da Marco Bellocchio in Vincere (2009) e Bella addormentata (2012), e da Nanni Moretti in Mia madre (2015). Nel 2015 Marco Tullio Giordana le affida il ruolo da protagonista nel film per la televisione Lea. Il successo presso il grande pubblico televisivo arriva nel 2019 con Imma Tataranni - Sostituto procuratore nella parte della protagonista. Nel 2022 riceve la candidatura come miglior attrice protagonista ai David di Donatello per il film L'Arminuta. Nello stesso anno recita in Filumena Marturano, film tratto dalla commedia di Eduardo De Filippo per la regia di Francesco Amato, andato in onda su Rai 1 il 20 dicembre 2022. Recita anche in Napoli milionaria!, andato in onda su Rai 1.
Nel 2024 interpreta Cosima Serrano nella serie Disney Qui non è Hollywood. Sempre nel 2024 recita nel film Diamanti di Ferzan Özpetek. Nel 2025 è nel cast della serie Netflix Storia della mia famiglia come madre del protagonista Eduardo Scarpetta e prende parte al videoclip de L'ultimo giorno di patriarcato, nuovo singolo di Checco Zalone.

## Filmografia

### Cinema
- Mari del sud, regia di Marcello Cesena (2001)
- Il nostro messia, regia di Claudio Serughetti (2008)
- Vincere, regia di Marco Bellocchio (2009)
- Bella addormentata, regia di Marco Bellocchio (2012)
- Prima di andar via, regia di Michele Placido (2014)
- Pod ėlektričeskimi oblakami, regia di Aleksej Alekseevič German (2015)
- Mia madre, regia di Nanni Moretti (2015)
- Nome di donna, regia di Marco Tullio Giordana (2018)
- Il ladro di giorni, regia di Guido Lombardi (2019)
- L'arminuta, regia di Giuseppe Bonito (2021)
- Diabolik, regia dei Manetti Bros. (2021)
- Corro da te, regia di Riccardo Milani (2022)
- I viaggiatori, regia di Ludovico Di Martino (2022)
- Palazzina Laf, regia di Michele Riondino (2023)
- Dall'alto di una fredda torre, regia di Francesco Frangipane (2023)
- Diamanti, regia di Ferzan Özpetek (2024)

### Televisione
- Padri e figli, regia di Gianfranco Albano e Gianni Zanasi – miniserie TV (2005)
- Donna detective – serie TV (2007-2010)
- R.I.S. Roma - Delitti imperfetti – serie TV, episodio 2x01 (2011)
- Distretto di Polizia – serie TV, episodio 11x21 (2012)
- Squadra antimafia - Palermo oggi – serie TV, episodi 3x02-3x03-3x04 (2011)
- Lea, regia di Marco Tullio Giordana – film TV (2015)
- L'Aquila - Grandi speranze – serie TV (2019)
- Imma Tataranni - Sostituto procuratore – serie TV (2019-in corso)
- Romulus – serie TV, 10 episodi (2020-2022)
- Filumena Marturano, regia di Francesco Amato – film TV (2022)
- Napoli milionaria!, regia di Luca Miniero – film TV (2023)
- Avetrana - Qui non è Hollywood, regia di Pippo Mezzapesa – miniserie TV (2024)
- Storia della mia famiglia – serie TV (2025-in corso)

### Cortometraggi
- L'uomo dei sogni, regia di Alessandro Capitani e Alberto Mascia (2010)
- Respiro, regia di Claudio Pelizzer (2013)
- Isacco, regia di Federico Tocchella (2013)
- Niente, regia di Alessandro Porzio (2014)
- Pazzo & Bella, regia di Marcello Di Noto (2017)
- Per una rosa, regia di Marco Bellocchio (2017)
- Il Ritratto, regia di Francesco Della Ventura (2020)
- Briciole, regia di Rebecca Marie Margot (2022)

### Videoclip
- L'ultimo giorno di patriarcato di Checco Zalone (2025)

## Teatro
- Tamburi nella notte di Bertolt Brecht, regia di G. Calendo (1996)
- Assassinio nella cattedrale di T. S. Eliot, regia di Antonio Pierfederici (1996)
- Sballati di Joel Schumacher, regia di Bruno Montefusco (1997)
- Trasformazioni, testo e regia di A. Levante (1997)
- La passione di Gesù Cristo, regia di Antonio Pierfederici (1998)
- Onde, testo e regia di A. Levante (1998)
- Le lacrime amare di Petra von Kant di Rainer Werner Fassbinder, regia di Bruno Montefusco (1998)
- Octavia di Lucio Anneo Seneca, regia di Edoardo Siravo, Segesta (1999)
- Il collezionista di Anthony Shaffer, regia di Giancarlo Zanetti (1999)
- L'amico di tutti di Bernard Slade, regia di Piero Maccarinelli (2000)
- La coscienza di Zeno adattamento di Tullio Kezich, regia di Piero Maccarinelli (2003)
- Studio su La pelle di Curzio Malaparte, regia di Marco Baliani (2006)
- La guerra spiegata ai poveri di Ennio Flaiano, regia di Francesco Frangipane (2008)
- Domenica di Massimiliano Benvenuto, regia di Arcangelo Iannace (2011)
- Prima di andar via di Filippo Gili, regia di Francesco Frangipane (2011)
- L'ultimo raggio di luce, testo e regia di Filippo Gili (2012)
- A porte chiuse di Jean-Paul Sartre, regia di Filippo Gili (2013)
- Oreste da Euripide di Marco Bellocchio, regia di Filippo Gili e Pier Giorgio Bellocchio (2013)
- Bravo con le persone (Good with people) di David Harrower, regia di Tiziano Panici (2013)
- Il gabbiano di Anton Čechov, regia di Filippo Gili (2013)
- Tre sorelle di Anton Čechov, regia di Filippo Gili (2014)
- Una sera delitto, una sera castigo da Fëdor Dostoevskij, regia di Sergio Rubini (2014)
- Misantropo ovvero liberi esperimenti dell’arte del vivere sociale, testo e regia di Francesco Frangipane (2015)
- Antigone, di Sofocle, regia Filippo Gili (2015)
- L'ora accanto, di Filippo Gili, regia Francesco Frangipane (2016)
- Dall’alto di una fredda torre, di Filippo Gili, regia di Francesco Frangipane (2016)
- Lacci di Domenico Starnone, regia di Armando Pugliese (2016)
- Autobiografia erotica di Domenico Starnone, regia di Andrea De Rosa (2018)
- Ovvi destini, testo e regia di Filippo Gili (2019)
- La storia di re Lear, lettura scenica di Melania Mazzucco, Teatro Romano di Verona (2020)
- La sorella migliore, di Filippo Gili, regia di Francesco Frangipane (2023-in corso)

## Riconoscimenti
- David di Donatello
  - 2022 – Candidatura alla migliore attrice non protagonista per L'arminuta

- Nastro d'argento
  - 2022 – Candidatura alla migliore attrice non protagonista per L'arminuta
  - 2022 – Premio Nuovo Imaie per L'arminuta

- Globo d'oro
  - 2022 – Candidatura alla migliore attrice per L'arminuta

- Premio Flaiano
  - 2020 – Miglior interpretazione femminile per Imma Tataranni - Sostituto procuratore